# Tommy Jönsson
Tommy Jönsson, né le 4 mars 1976 à Lomma en Suède, est un footballeur international suédois qui évolue au poste de défenseur central.

## Biographie

### En club
Né à Lomma en Suède, Tommy Jönsson est formé par le Malmö FF, qu'il rejoint à l'âge de 16 ans, et où il découvre l'Allsvenskan, l'élite du football suédois.
En 1998, Tommy Jönsson rejoint le Halmstads BK, club avec lequel il est sacré Champion de Suède en 2000.
Il se fait remarquer lors de la phase éliminatoire de l'édition 2001-2002 de la Ligue des champions en marquant trois buts. Contre les irlandais du Bohemian FC à l'aller le 25 juillet 2001 (victoire 1-2 d'Halmstads BK) et au retour le 1er août 2001 (victoire 2-0 du Halmstads BK), et contre le RSC Anderlecht le 22 août 2001 (1-1 score final).
Jönsson officie notamment comme capitaine de l'Halmstads BK avant d'être remplacé en janvier 2010 par Johnny Lundberg (en).
Pendant plusieurs années il compose une défense centrale expérimenté avec le lituanien Tomas Žvirgždauskas.
Tommy Jönsson met un terme à sa carrière professionnelle en novembre 2010, à 34 ans. Il aura joué au total 304 matchs de championnat pour 29 buts marqués avec le Halmstads BK, dont il est devenu un joueur emblématique.

### En sélection
Tommy Jönsson honore sa première sélection avec l'équipe nationale de Suède le 16 février 2003, lors d'un match amical contre le Qatar. Il est titularisé et son équipe s'impose par trois buts à deux.

## Palmarès
Halmstads BK
- Championnat de Suède (2) :
  - Champion : 2000.